# Batalla del Cabo de San Vicente (1797)
La batalla del Cabo de San Vicente fue un combate naval que se desarrolló el 14 de febrero de 1797 frente al cabo de San Vicente, en el extremo occidental de la costa portuguesa del Algarve. España se encontraba en aquel momento aliada a la Francia revolucionaria merced al Tratado de San Ildefonso, que la comprometía a enfrentarse a Gran Bretaña en el marco de las Guerras Revolucionarias Francesas.
La escuadra española, formada por 24 navíos de línea, 7 fragatas y un bergantín, con un total de 2638 cañones, partió de Cartagena en febrero de 1797 al mando del teniente general José de Córdova. Entre los buques de la flota española se encontraba el Santísima Trinidad, entonces el mayor buque de guerra del mundo, con 136 cañones y el único con cuatro cubiertas de artillería. Poco antes de su llegada a Cádiz fueron sorprendidos por un fuerte temporal, al tiempo que la flota británica, con 15 navíos de línea, cuatro fragatas, dos balandros y un cúter, con un total de 1430 cañones y al mando de John Jervis, interceptaba a la escuadra española.

## Combate

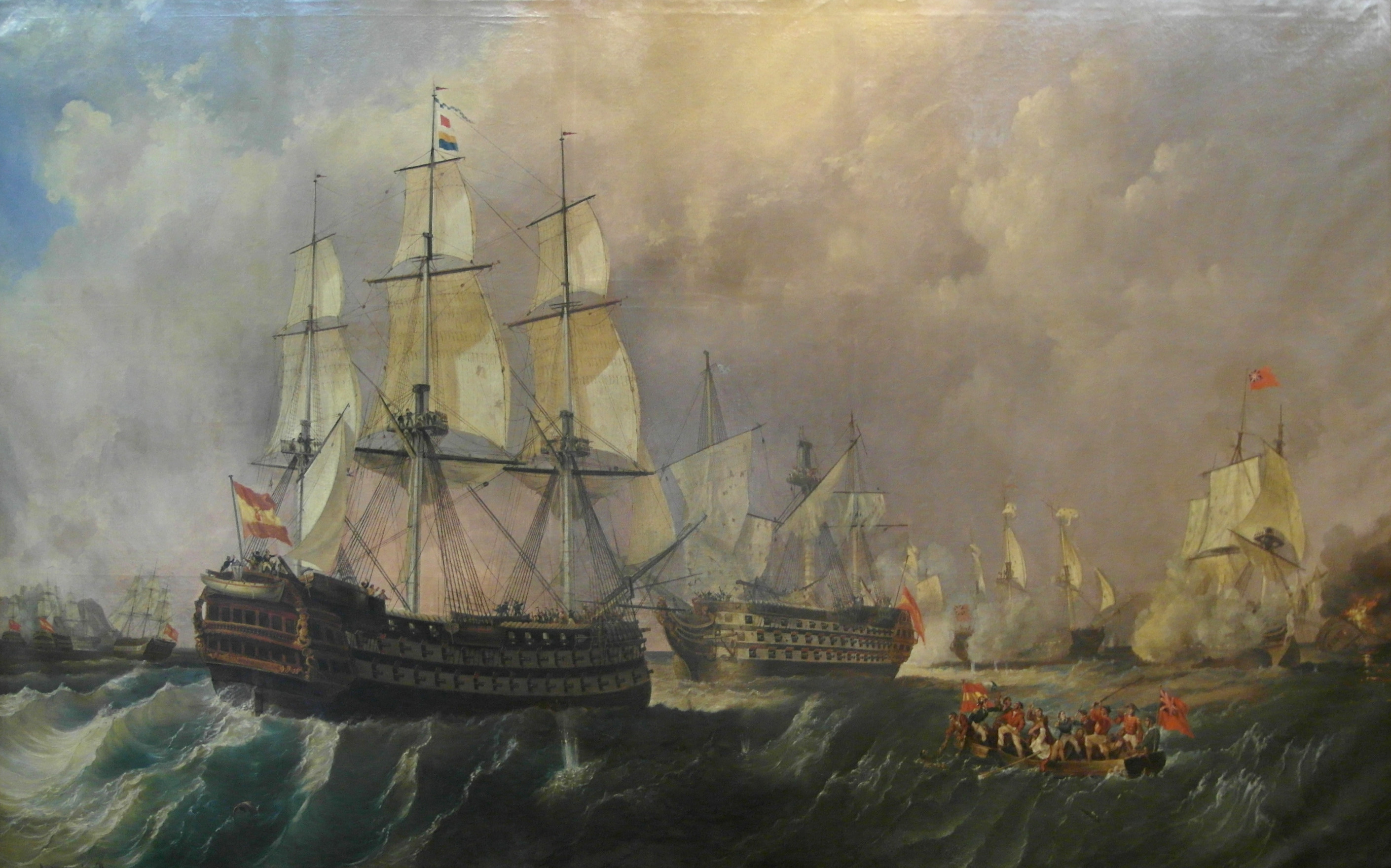
El Infante don Pelayo acude al rescate del Santísima Trinidad.

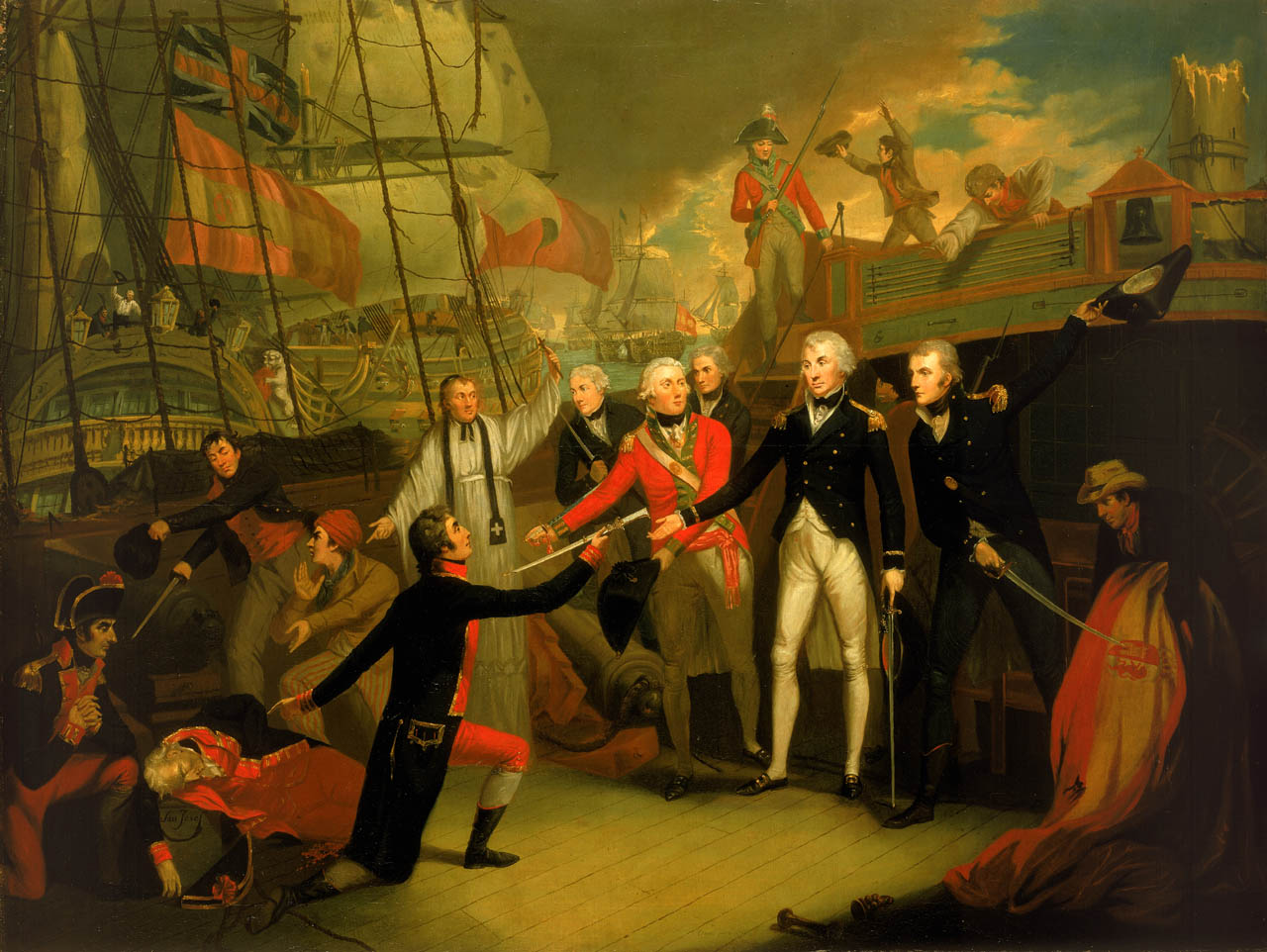
Nelson recibe la rendición del navío español San José. Obra de Daniel Orme de 1799.

Al amanecer del día 14, los barcos de Jervis se encontraban en posición para enfrentarse a los españoles y viceversa. Fue entonces cuando vio claro que su inferioridad numérica era de dos barcos españoles por cada barco británico, pero en cualquier caso suponía ya mayor riesgo para los británicos tratar de evadirse que enfrentarse a la escuadra española, por lo que Jervis se decidió a atacar para tratar de impedir que esta escuadra se uniera a la flota francesa que les esperaba en Brest.
Para ventaja de los británicos, la escuadra española estaba formada en dos grupos tácticamente mal dispuestos para el combate, mientras que los británicos conservaban la línea. Jervis ordenó a su flota que pasara entre ambos grupos, lo que optimizaría el uso de los cañones de sus barcos, mientras impedía que la flota española pudiera usar todos los suyos. En todo momento maniobró la flota con el fin de impedir que los barcos españoles pudiesen escapar hacia Cádiz.
Nelson había sido transferido al HMS Captain y se dirigió hacia la retaguardia de la línea española. Desobedeciendo las órdenes de que la línea británica maniobrara para acorralar al grupo menor de buques españoles, rompió la formación para perseguir al grupo mayor, colocándose frente a los barcos españoles.
Jervis, aunque veía cómo Nelson desobedecía sus órdenes, envió nuevos buques en su apoyo. Exclamó al ver a Nelson: «¿A dónde va ese loco?».
Y después de que toda la tripulación del San Nicolás de Bari fuera acribillada, un soldado del cuerpo de infantería de Marina español llamado Martín Álvarez Galán defendió la bandera del buque. Cambiar la bandera les costó la muerte de un capitán (el capitán William Morris) y varios hombres más.
Martín Álvarez Galán que formaba parte de la tripulación del barco «San Nicolás de Bari», se distinguió por su valor durante el combate, lo que fue reconocido por el propio ejército británico. Por los méritos contraídos en el abordaje por los británicos del barco que tripulaba fue ascendido a cabo de Infantería de Marina, con una pensión vitalicia de cuatro escudos mensuales, aunque previamente tuvo que aprender a leer y escribir, que no sabía. 

## Resultado
La batalla se desarrolló en el transcurso del 14 de febrero y acabó con una derrota para la armada española. De los 24 navíos de línea con los que contaba la flota española, entraron en combate siete, perdiendo cuatro, e incluso podría haber llegado a perder a su buque insignia de no ser por la actuación de Cayetano Valdés, al mando del Infante don Pelayo, que acudió en su socorro cuando ya había arriado su bandera. Se dice que amenazó al buque insignia español con cañonearlo también si no levantaba de inmediato su pabellón. Otros cuatro buques de la flota quedaron muy seriamente dañados. Los británicos apresaron los navíos San José, Salvador del Mundo, San Nicolás de Bari y San Isidro.
La batalla costó la vida de 200 hombres por parte española. La flota británica, al mando de John Jervis, demostró que, pese a hallarse en inferioridad numérica, la disciplina y el entrenamiento de sus marinos eran cruciales para convertirla en un arma de guerra imbatible, algo que unos años después volvería a quedar demostrado en la batalla de Trafalgar.
En la posterior retirada española, algunos barcos huyeron hacia Cádiz, mientras que otros lo hicieron con rumbo a Algeciras. El grueso de la escuadra española entró en Cádiz el 3 de marzo, siendo objeto del escarnio de los gaditanos por su humillante derrota. A consecuencia de la misma, el jefe de la escuadra José de Córdova tuvo que enfrentarse posteriormente a un consejo de guerra, donde fue degradado. 
| Comandante de la Escuadra Teniente General José de Córdova y Ramos | Comandante de la Escuadra Teniente General José de Córdova y Ramos                   | Comandante de la Escuadra Teniente General José de Córdova y Ramos                   | Comandante de la Escuadra Teniente General José de Córdova y Ramos                                                                                      | Comandante de la Escuadra Teniente General José de Córdova y Ramos                   | Comandante de la Escuadra Teniente General José de Córdova y Ramos                   | Comandante de la Escuadra Teniente General José de Córdova y Ramos                   | Comandante de la Escuadra Teniente General José de Córdova y Ramos                   | Comandante de la Escuadra Teniente General José de Córdova y Ramos |
| Segunda Escuadra. Vanguardia (Teniente General Francisco Javier Morales de los Ríos) | Segunda Escuadra. Vanguardia (Teniente General Francisco Javier Morales de los Ríos) | Segunda Escuadra. Vanguardia (Teniente General Francisco Javier Morales de los Ríos) | Segunda Escuadra. Vanguardia (Teniente General Francisco Javier Morales de los Ríos)                                                                    | Segunda Escuadra. Vanguardia (Teniente General Francisco Javier Morales de los Ríos) | Segunda Escuadra. Vanguardia (Teniente General Francisco Javier Morales de los Ríos) | Segunda Escuadra. Vanguardia (Teniente General Francisco Javier Morales de los Ríos) | Segunda Escuadra. Vanguardia (Teniente General Francisco Javier Morales de los Ríos) | Segunda Escuadra. Vanguardia (Teniente General Francisco Javier Morales de los Ríos) |
| 1.ª División | 1.ª División                                                                         | 1.ª División                                                                         | 1.ª División | 1.ª División                                                                         | 1.ª División                                                                         | 1.ª División                                                                         | 1.ª División                                                                         | 1.ª División |
| Buque | Clasificación                                                                        | Cañones                                                                              | Comandante | Bajas                                                                                | Bajas                                                                                | Bajas                                                                                | Bajas                                                                                | Notas |
| Buque | Clasificación                                                                        | Cañones                                                                              | Comandante | Muertos                                                                              | Heridos graves                                                                       | Heridos contusos                                                                     | Total                                                                                | Notas |
| --- | ------------------------------------------------------------------------------------ | ------------------------------------------------------------------------------------ | --- | ------------------------------------------------------------------------------------ | ------------------------------------------------------------------------------------ | ------------------------------------------------------------------------------------ | ------------------------------------------------------------------------------------ | --- |
| Infante Don Pelayo | Tercera clase                                                                        | 74                                                                                   | Capitán de navío Cayetano Valdés | 4                                                                                    | 4                                                                                    | 0                                                                                    | 8                                                                                    | Tipo Ildenfonsino |
| San Pablo | Tercera clase                                                                        | 74                                                                                   | Capitán de navío Baltasar Hidalgo de Cisneros | -                                                                                    | -                                                                                    | -                                                                                    | -                                                                                    | |
| 2.ª División |                                                                                      |                                                                                      | |                                                                                      |                                                                                      |                                                                                      |                                                                                      | |
| Purísima Concepción | Primera clase                                                                        | 112                                                                                  | Capitán de bandera el brigadier José Escaño y Teniente General Francisco Javier Morales de los Ríos                                                     | 8                                                                                    | 21                                                                                   | 0                                                                                    | 29                                                                                   | Tipo Purísima Concepción; el teniente general Morales de los Ríos fue degradado e inhabilitado por el consejo de guerra.                                                                                         |
| Perla | Quinta clase                                                                         | 34                                                                                   | Capitán de fragata Francisco Moyúa | -                                                                                    | -                                                                                    | -                                                                                    | -                                                                                    | |
| Santo Domingo | Tercera clase                                                                        | 64                                                                                   | Capitán de navío Manuel María de Torres Valdivia | 2                                                                                    | 0                                                                                    | 0                                                                                    | 2                                                                                    | |
| Conquistador | Tercera clase                                                                        | 74                                                                                   | Capitán de navío José Butler | 6                                                                                    | 0                                                                                    | 0                                                                                    | 6                                                                                    | Tipo Ildefonsino |
| San Juan Nepomuceno | Tercera clase                                                                        | 74                                                                                   | Capitán de navío Antonio Boneo | -                                                                                    | -                                                                                    | -                                                                                    | -                                                                                    | El capitán de navío Boneo fue suspendido del servicio dos años por el consejo de guerra. |
| Nuestra Señora de las Mercedes | Quinta clase                                                                         | 34                                                                                   | Capitán de fragata José Varela | -                                                                                    | -                                                                                    | -                                                                                    | -                                                                                    | |
| San Genaro | Tercera clase                                                                        | 74                                                                                   | Capitán de navío Agustín Villavicencio | -                                                                                    | -                                                                                    | -                                                                                    | -                                                                                    | El capitán de navío Villavicencio fue degradado e inhabilitado por el consejo de guerra |
| Primera Escuadra. Cuerpo de batalla (Teniente General don José de Córdova y Ramos) |                                                                                      |                                                                                      | |                                                                                      |                                                                                      |                                                                                      |                                                                                      | |
| 3.ª División |                                                                                      |                                                                                      | |                                                                                      |                                                                                      |                                                                                      |                                                                                      | |
| Mejicano | Primera clase                                                                        | 112                                                                                  | Capitán de bandera el brigadier Francisco de Herrera y Cruzat (†)                                                                                       | 25                                                                                   | 46                                                                                   | 42                                                                                   | 113                                                                                  | Tipo Santa Ana |
| Nuestra Señora de la Paz | Quinta clase                                                                         | 40                                                                                   | Capitán de fragata Santiago Irizarri | -                                                                                    | -                                                                                    | -                                                                                    | -                                                                                    | |
| Oriente | Tercera clase                                                                        | 74                                                                                   | Capitán de navío Juan Suárez | 8                                                                                    | 20                                                                                   | 0                                                                                    | 100                                                                                  | Tipo Doce Apóstoles |
| Soberano | Tercera clase                                                                        | 74                                                                                   | Brigadier Juan Vicente | 25                                                                                   | 46                                                                                   | 33                                                                                   | 104                                                                                  | Fallece el segundo comandante capitán de fragata Francisco Ley |
| 4.ª División |                                                                                      |                                                                                      | |                                                                                      |                                                                                      |                                                                                      |                                                                                      | |
| Santísima Trinidad | Primera clase                                                                        | 136                                                                                  | Capitán de bandera el brigadier Rafael Orozco, Comandante en jefe de la Escuadra José de Córdoba y Mayor general el capitán de fragata Ciriaco Cevallos | 69                                                                                   | 141                                                                                  | 92                                                                                   | 302                                                                                  | No queda desarbolado pero los mástiles quedan en muy mal estado, deshecho el costado de babor con algunas vías de agua                                                                                           |
| Vigilante | Bergantín                                                                            | 12                                                                                   | Teniente de navío José de Córdoba y Rojas | -                                                                                    | -                                                                                    | -                                                                                    | -                                                                                    | |
| San Nicolás de Bari | Tercera clase                                                                        | 80                                                                                   | Brigadier Tomás Geraldino Geraldino (†) | 144                                                                                  | 59                                                                                   | S/D                                                                                  | ¿203?                                                                                | Capturado por los británicos. Desarbolado y casco muy acribillado. |
| San Isidro | Tercera clase                                                                        | 74                                                                                   | Capitán de navío Teodoro Argumosa | 29                                                                                   | 63                                                                                   | S/D                                                                                  | ¿92?                                                                                 | Capturado por los británicos. Desarbolado y casco muy acribillado. |
| Salvador del Mundo | Primera clase                                                                        | 112                                                                                  | Brigadier Antonio Yepes (†) | 42                                                                                   | 124                                                                                  | S/D                                                                                  | ¿166?                                                                                | Tipo Santa Ana. Capturado por los británicos. Desarbolado y casco muy acribillado. |
| San Ildefonso | Tercera clase                                                                        | 74                                                                                   | Capitán de navío Rafael Maestre | -                                                                                    | -                                                                                    | -                                                                                    | -                                                                                    | Tipo Ildefonsino. El capitán de navío Maestre fue suspendido del mando por tres años por el consejo de guerra.                                                                                                   |
| Tercera Escuadra. Retaguardia (Teniente General don Juan Joaquín Moreno) |                                                                                      |                                                                                      | |                                                                                      |                                                                                      |                                                                                      |                                                                                      | |
| 5.ª División |                                                                                      |                                                                                      | |                                                                                      |                                                                                      |                                                                                      |                                                                                      | |
| Conde de Regla | Primera clase                                                                        | 112                                                                                  | Capitán de bandera el brigadier Jerónimo Bravo y Jefe de escuadra Claude Francois Renard de Fuchsemberg, Conde de Amblimont (†)                         | 9                                                                                    | 17                                                                                   | 27                                                                                   | 53                                                                                   | Tipo Santa Ana |
| Matilde | Quinta clase                                                                         | 34                                                                                   | Capitán de navío Manuel Vitoria | -                                                                                    | -                                                                                    | -                                                                                    | -                                                                                    | |
| San Fermín | Tercera clase                                                                        | 74                                                                                   | Capitán de navío José de Torres | -                                                                                    | -                                                                                    | -                                                                                    | -                                                                                    | |
| Firme | Tercera clase                                                                        | 74                                                                                   | Capitán de navío Bruno Ayala | 2                                                                                    | 1                                                                                    | 0                                                                                    | 3                                                                                    | El capitán de navío Ayala fue absuelto en el consejo de guerra. |
| Príncipe de Asturias | Primera clase                                                                        | 112                                                                                  | Capitán de bandera el brigadier Antonio de Escaño y Teniente general Juan Joaquín Moreno de Mondragón y D'Hontlier                                      | 10                                                                                   | 19                                                                                   | 0                                                                                    | 29                                                                                   | Tipo Santa Ana. El comportamiento del brigadier Antonio de Escaño fue elogiado por el consejo de guerra. |
| Diana | Quinta clase                                                                         | 34                                                                                   | Capitán de fragata Juan José Varela | -                                                                                    | -                                                                                    | -                                                                                    | -                                                                                    | |
| 6.ª División |                                                                                      |                                                                                      | |                                                                                      |                                                                                      |                                                                                      |                                                                                      | |
| San Antonio | Tercera clase                                                                        | 74                                                                                   | Capitán de navío Salvador Medina | -                                                                                    | -                                                                                    | -                                                                                    | -                                                                                    | |
| Glorioso | Tercera clase                                                                        | 74                                                                                   | Capitán de navío Juan de Aguirre | -                                                                                    | -                                                                                    | -                                                                                    | -                                                                                    | Tipo Doce Apóstoles. El capitán de navío Aguirre fue degradado e inhabilitado por el consejo de guerra. |
| Nuestra Señora de Atocha | Quinta clase                                                                         | 40                                                                                   | Capitán de fragata Antonio Pareja | -                                                                                    | -                                                                                    | -                                                                                    | -                                                                                    | |
| Atlante | Tercera clase                                                                        | 74                                                                                   | Capitán de navío Gonzalo Vallejo | 6                                                                                    | 4                                                                                    | 1                                                                                    | 11                                                                                   | El capitán de navío Vallejo fue degradado e inhabilitado por el consejo de guerra. |
| San Francisco de Paula | Tercera clase                                                                        | 74                                                                                   | Capitán de navío José Ussel de Guimbarda | -                                                                                    | -                                                                                    | -                                                                                    | -                                                                                    | Tipo Ildefonsino. El capitán de navío Ussel de Guimbarda fue degradado e inhabilitado por el consejo de guerra.                                                                                                  |
| San José | Primera clase                                                                        | 112                                                                                  | Capitán de bandera el brigadier Pedro Pineda y Jefe de escuadra Francisco Javier Winthuysen (†)                                                         | 46                                                                                   | 96                                                                                   | S/D                                                                                  | ¿142?                                                                                | Tipo Purísima Concepción. Capturado por los británicos. Desarbolado y casco muy acribillado. El consejo de guerra apreció que hubo casos de abandono de sus puestos de la tripulación y parte de la oficialidad. |
| Ceres | Quinta clase                                                                         | 40                                                                                   | Capitán de fragata Ignacio Olaeta | -                                                                                    | -                                                                                    | -                                                                                    | -                                                                                    | |
| Asunción | Urca                                                                                 | 28                                                                                   | Teniente de navío Manuel Díaz Herrera | -                                                                                    | -                                                                                    | -                                                                                    | -                                                                                    | |
| Santa Justa | Urca                                                                                 | 18                                                                                   | Teniente de navío Florencio Scals | -                                                                                    | -                                                                                    | -                                                                                    | -                                                                                    | |
| Santa Balbina | Urca                                                                                 | 18                                                                                   | Teniente de navío Diego Ochandía | -                                                                                    | -                                                                                    | -                                                                                    | -                                                                                    | |
| Santa Paula | Urca                                                                                 | 20                                                                                   | Teniente de navío José Elexaga | -                                                                                    | -                                                                                    | -                                                                                    | -                                                                                    | |
| Bajas totales: 430 muertos, 661 heridos graves y 195 heridos contusionados |                                                                                      |                                                                                      | |                                                                                      |                                                                                      |                                                                                      |                                                                                      | |
| Las cifras corresponden al parte que da el almirante José de Córdova el 27 de febrero de 1797. Y las cifras de los navíos españoles capturados de los partes británicos de la batalla. Se han incluido las bajas de otros navíos como el Santo Domingo, el Firme y el Conquistador que corresponderían al enfrentamiento que hicieron por la mañana contra la escuadra de Jervis mientras esta se acercaba. El número de bajas españolas seguramente más definitivo son las dadas durante el consejo de guerra, con vistas a reconocer las ayudas a las familias de las víctimas. Según un informe del 31 de octubre de 1799 hubo un total de 390 muertos y 454 heridos. Lo que hace un total de 844 bajas. En este total no se cuentan los contusos que sí figuraban en el listado de Córdova. S/D = Sin datos. † - fallecido en el combate |                                                                                      |                                                                                      | |                                                                                      |                                                                                      |                                                                                      |                                                                                      | |

## Orden de combate británico
| Comandante de la Escuadra Almirante Sir John Jervis | Comandante de la Escuadra Almirante Sir John Jervis | Comandante de la Escuadra Almirante Sir John Jervis | Comandante de la Escuadra Almirante Sir John Jervis                                       | Comandante de la Escuadra Almirante Sir John Jervis | Comandante de la Escuadra Almirante Sir John Jervis | Comandante de la Escuadra Almirante Sir John Jervis | Comandante de la Escuadra Almirante Sir John Jervis |
| Buque                                               | Clasificación                                       | Cañones                                             | Comandante                                                                                | Bajas                                               | Bajas                                               | Bajas                                               | Notas                                               |
| Buque                                               | Clasificación                                       | Cañones                                             | Comandante                                                                                | Muertos                                             | Heridos                                             | Total                                               | Notas                                               |
| --------------------------------------------------- | --------------------------------------------------- | --------------------------------------------------- | ----------------------------------------------------------------------------------------- | --------------------------------------------------- | --------------------------------------------------- | --------------------------------------------------- | --------------------------------------------------- |
| Culloden                                            | Tercera clase                                       | 74                                                  | Capitán de navío Thomas Troubridge                                                        | 10                                                  | 47                                                  | 57                                                  |                                                     |
| Blenheim                                            | Segunda clase                                       | 90                                                  | Capitán de navío Thomas L. Frederick                                                      | 22                                                  | 69                                                  | 91                                                  |                                                     |
| Prince George                                       | Segunda clase                                       | 90                                                  | Contraalmirante William Parker; Capitán de navío John Irwin                               | 8                                                   | 17                                                  | 25                                                  |                                                     |
| Orion                                               | Tercera clase                                       | 74                                                  | Capitán de navío James Saumarez                                                           | 3                                                   | 9                                                   | 12                                                  |                                                     |
| Colossus                                            | Tercera clase                                       | 74                                                  | Capitán de navío George Murray                                                            | 4                                                   | 15                                                  | 19                                                  |                                                     |
| Irresistible                                        | Tercera clase                                       | 74                                                  | Capitán de navío George Martin                                                            | 5                                                   | 14                                                  | 19                                                  |                                                     |
| Victory                                             | Primera clase                                       | 100                                                 | Almirante Sir John Jervis; Capitán de bandera Robert Calder; Capitán de navío George Grey | 1                                                   | 5                                                   | 6                                                   |                                                     |
| Egmont                                              | Tercera clase                                       | 74                                                  | Capitán de navío John Sutton                                                              | 11                                                  | 26                                                  | 37                                                  |                                                     |
| Goliath                                             | Tercera clase                                       | 74                                                  | Capitán de navío Sir Charles Henry Knowles                                                | 4                                                   | 8                                                   | 12                                                  |                                                     |
| Barfleur                                            | Segunda clase                                       | 98                                                  | Vicealmirante William Waldegrave; Capitán de navío James Richard Dacres                   | 0                                                   | 7                                                   | 7                                                   |                                                     |
| Britannia                                           | Primera clase                                       | 100                                                 | Vicealmirante Charles Thompson; Capitán de navío Thomas Foley                             | 0                                                   | 1                                                   | 1                                                   |                                                     |
| Namur                                               | Segunda clase                                       | 90                                                  | Capitán de navío James Hawkins Whitshed                                                   | 2                                                   | 5                                                   | 7                                                   |                                                     |
| Captain                                             | Tercera clase                                       | 74                                                  | Comodoro Horatio Nelson; Capitán de navío Ralph Willett Miller                            | 44                                                  | 76                                                  | 120                                                 |                                                     |
| Diadem                                              | Tercera clase                                       | 64                                                  | Capitán de navío George Henry Towry                                                       | 0                                                   | 2                                                   | 2                                                   |                                                     |
| Excellent                                           | Tercera clase                                       | 74                                                  | Capitán de navío Cuthbert Collingwood                                                     | 11                                                  | 12                                                  | 23                                                  |                                                     |
| Otros buques                                        |                                                     |                                                     |                                                                                           |                                                     |                                                     |                                                     |                                                     |
| Minerve                                             | Quinta clase                                        | 38                                                  | Capitán de navío George Cockburn                                                          | -                                                   | -                                                   | -                                                   |                                                     |
| Lively                                              | Quinta clase                                        | 32                                                  | Capitán de navío Lord Garlies                                                             | -                                                   | -                                                   | -                                                   |                                                     |
| Niger                                               | Quinta clase                                        | 32                                                  | Capitán de navío Edward James Foote                                                       | -                                                   | -                                                   | -                                                   |                                                     |
| Southampton                                         | Quinta clase                                        | 32                                                  | Capitán de navío James Macnamara                                                          | -                                                   | -                                                   | -                                                   |                                                     |
| Bonne-Citoyenne                                     | Balandra de guerra                                  | 20                                                  | Capitán de corbeta Charles Lindsay                                                        | -                                                   | -                                                   | -                                                   |                                                     |
| Raven                                               | Balandra de guerra                                  | 18                                                  | Capitán de corbeta William Prowse                                                         | -                                                   | -                                                   | -                                                   |                                                     |
| Fox                                                 | Cutter                                              | 10                                                  | Teniente de navío John Gibson                                                             | -                                                   | -                                                   | -                                                   |                                                     |